# Espen Nowacki
Espen Nowacki (* 28. August 1970 in Trondheim) ist ein norwegischer Entertainer und Produzent. Seit 2001 lebt er in Deutschland.

## Leben
Espen Nowacki wuchs in Oslo auf und absolvierte 1994 eine Ausbildung zum Musical-Darsteller an der Guildford School of Acting in Guildford, Surrey, England. Er spielte bei der deutschen Originalproduktion von Tanz der Vampire u. a. Herbert in Stuttgart. Weitere Produktionen in seiner Laufbahn waren Romeo und Julia, Jesus Christ Superstar, The Scarlet Pimpernel, The King and I, West Side Story, Buddy, Oklahoma, Ein Sommernachtstraum und Chess.
2005–2007 spielte er in der Originalproduktion vom Musical Ludwig² in Füssen, währenddessen er die Kabarettgruppe „Swinging Ludwig“ ins Leben rief.
Kurz darauf gründete er seine Produktionsfirma Wacky Productions, die seit 2005 verschiedene Musical- und Showproduktionen veranstaltet und entwickelt. Mit den Produktionen Best of Musicals (früher Musical Moments) und dem Schlagermusical Ab in den Süden tourt er jährlich durch Deutschland. Die Kindermusicals Captain Silberzahn und der geheimnisvolle Schatz und Ritter Roland und Prinzessin Willnicht stammen aus seiner Feder. 2021 hat er das Weihnachtsmusical Die Stille Nacht entwickelt.

## Produktionen (als Darsteller)
- Romeo und Julia
- Jesus Christ Superstar
- Herbert in Tanz der Vampire
- Kaspar/Graf Rettenberg/Otto in Ludwig² (Füssen)
- Percy in The Scarlet Pimpernel
- Loun Tha in The King and I
- West Side Story
- Buddy Holly in Buddy – Die Legende kehrt zurück
- Oklahoma
- Puck in Ein Sommernachtstraum
- Godspell
- Cinderella
- Puss in Boots
- Dream Nights
- A litte night Music
- Anatoly in Chess[4]